# موشک کروز هواپایه

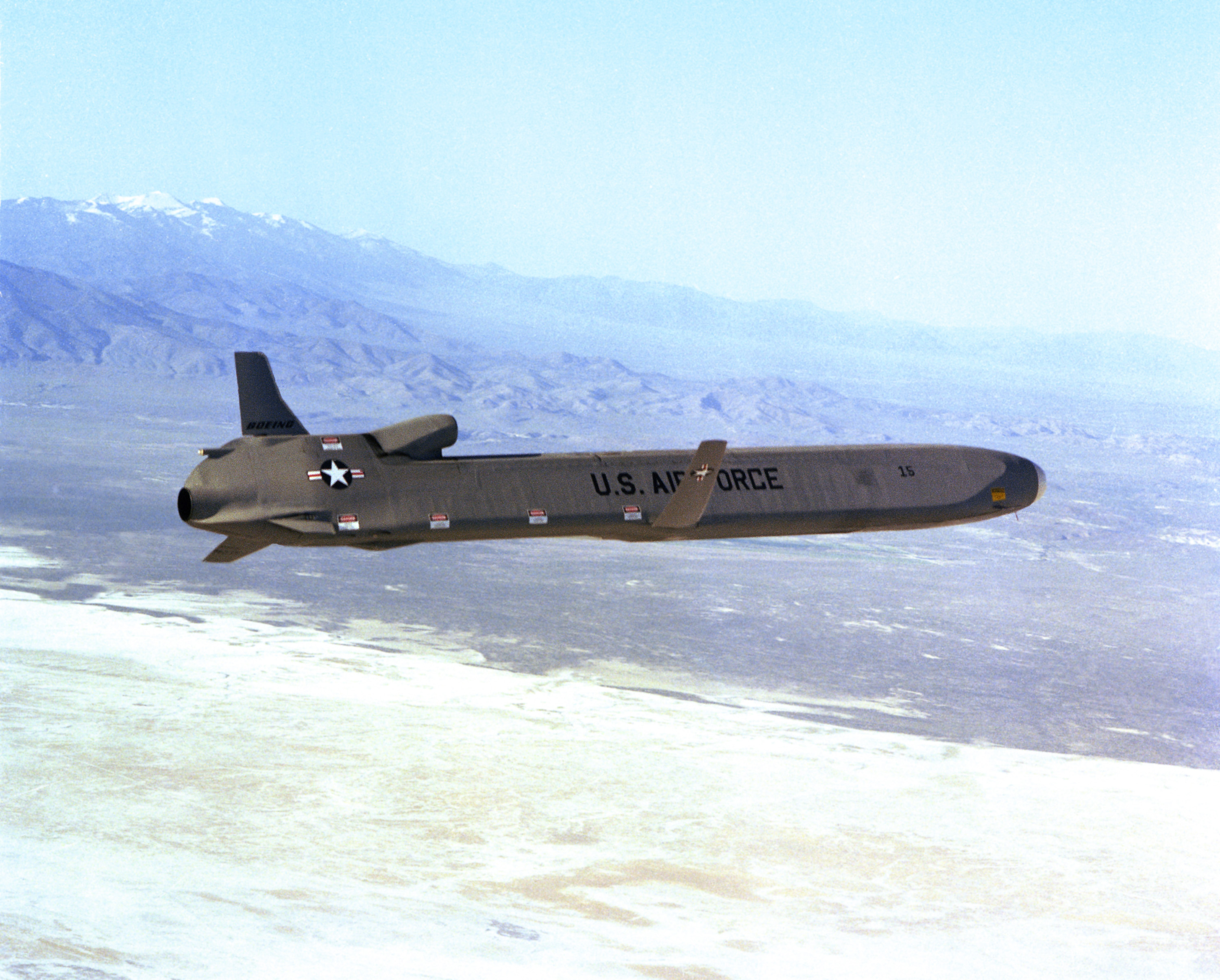
موشک کروز هوا پایه ای‌جی‌ام-۸۶ در حال پرواز (۱۹۸۹)

موشک کروز هوا پایه (به انگلیسی: Air-launched cruise missile) ‏ (مخفف انگلیسی: ALCM) یک موشک کروز است که توسط انواعی از هواپیماهای نظامی شلیک می‌شود. نسخه‌های امروزی این نوع موشک مثل موشک دلیله ساخت اسرائیل یا موشک تاماهاک بی‌جی‌ام-۱۰۹ ساخت آمریکا معمولاً سلاح‌هایی دورایستا، با سرجنگی متعارف یا هسته‌ای هستند که برای حمله به اهداف از پیش تعیین شده مورد استفاده قرار می‌گیرند.
این موشک با اتصال به بدنه جنگنده و هلیکوپتر برای شلیک به مقاصد هوایی مورد استفاده قرار می گیرد. برای بازدارندگی و افزایش توانمندی نظامی و دفاعی هر کشور، بدون شک یکی از مهمترین محورهای راهبرد نظامی برای مقابله با تهدیدات و تهاجم هوایی است.